# Perenniporia adnata
Perenniporia adnata är en svampart som beskrevs av Corner 1989. Perenniporia adnata ingår i släktet Perenniporia och familjen Polyporaceae.   Inga underarter finns listade i Catalogue of Life.